# زیردریایی یو-۲۹۵
زیردریایی یو-۲۹۵ (به انگلیسی: German submarine U-295) یک زیردریایی بود که طول آن ۶۷٫۱۰ متر (۲۲۰ فوت ۲ اینچ) بود. این زیردریایی در سال ۱۹۴۳ ساخته شد.